# Erik Christiansen
Erik Christiansen (* 20. September 1956 in Kopenhagen) ist ein ehemaliger dänischer Ruderer und olympischer Medaillengewinner.

## Sportliche Karriere
Der 1,92 m große Michael Jessen und der 1,98 m große Erik Christiansen belegten bei den Weltmeisterschaften 1979 in Bled den sechsten Platz im Zweier ohne Steuermann. Im Jahr darauf nahmen die beiden auch an den Olympischen Spielen 1980 in Moskau teil. Nach einem vierten Platz im Vorlauf gewannen sie den Hoffnungslauf. Im Halbfinale verpassten sie um 0,20 Sekunden den Einzug ins Finale, zum B-Finale traten die beiden Dänen nicht an.
1981 bildeten Ian Baden, Per Rasmussen, Erik Christiansen und Jan Reiner Modest einen Vierer ohne Steuermann und belegten den neunten Platz bei den Weltmeisterschaften in München. In der gleichen Besetzung erreichten die Dänen den fünften Platz bei den Weltmeisterschaften 1982 in Luzern. 1983 in Duisburg ruderten Ian Baden, Lars Nielsen, Per Rasmussen und Erik Christiansen auf den achten Platz. 1984 rückte Michael Jessen für Ian Baden ins Boot. Bei den Olympischen Spielen 1984 in Los Angeles ruderten die Dänen im Vorlauf auf den dritten Platz hinter den Neuseeländern und den Deutschen. Mit einem zweiten Platz im Hoffnungslauf hinter den Schweden erreichte der dänische Vierer das Finale. Dort siegten die Neuseeländer vor dem Boot aus den Vereinigten Staaten. 1,62 Sekunden hinter den US-Ruderern gewannen die Dänen die Bronzemedaille mit 1,55 Sekunden Vorsprung auf das Boot aus der Bundesrepublik Deutschland.